# Platinová skupina
Platinová skupina je společný název šesti kovových chemických prvků, platinových kovů, jež jsou umístěny společně v periodické tabulce. Jedná se o přechodné kovy, jež se nacházejí v bloku d, ve skupinách 8, 9 a 10, periodách 5 a 6. V původní Mendělejevově periodické tabulce byla tato oblast označena jako skupina VIII.
Do platinové skupiny patří prvky ruthenium, rhodium, palladium (lehké platinové kovy), osmium, iridium a platina (těžké platinové kovy, patří ke kovům s vůbec nejvyšší hustotou). Mají podobné fyzikální a chemické vlastnosti a obvykle se také nacházejí společně v nerostných nalezištích.

## Historie platiny
Ryzí a na platinu bohaté kovy byly známé a využívané nejprve předkolumbovskými Američany. První evropské zmínky o tomto kovu se objevují až roku 1557 ve spisech italského humanisty Julia Caesara Scaligera (1484–1558) jako popis tajemného materiálu nalezeného v dolech ve Střední Americe mezi Dariénem v Panamě a Mexikem. Tento autor ho popsal slovy: „Do teď se ho nikomu nepodařilo roztavit žádným tradičním tavným španělským uměním“.
Španělé pojmenovali tento kovový materiál jako platina („malé stříbro“), když se s ním poprvé setkali v Kolumbii. Považovali platinu za nechtěnou příměs (nečistotu) stříbra, které bylo jejich hlavním předmětem zájmu.

## Vlastnosti
Všechny platinové kovy mají katalytické vlastnosti. Jsou velice odolné vůči opotřebení a znehodnocení oxidací, což například z platiny činí velmi vhodný kov, používaný ve šperkařství. Dalšími podstatnými vlastnostmi jsou odolnost vůči chemickým látkám, vysokoteplotní a stabilní elektrické vlastnosti. Pro všechny tyto své vlastnosti mají rozličné průmyslové využití.

## Výroba
Produkce čistých kovů platinové skupiny je spojená s produkcí ostatních kovů. Platinové kovy jsou totiž častou příměsí kovových rud. Jedním takovým typickým příkladem je elektrolytická výroba zlata nebo niklu. Rozdíly v chemické reaktivitě a rozpustnosti těchto rozličných příměsí kovů umožňuje jejich těžbu a oddělení.
V první řadě se dané kovy rozpustí a vytvářejí své dusičnany. V případě stálé přítomnosti stříbra jsou odděleny vytvořením nerozpustného chloridu stříbrného. Sírany rhodia jsou dále odděleny zatavením zbylé směsi dohromady s hydrogensíranem sodným a vyluhováním ve vodě. Zbytky se dále roztaví spolu s peroxidem sodným, díky kterému se oddělí iridium. Dva zbývající kovy, ruthenium a osmium, se oddělí vytvořením tetraoxidů ruthenia a osmia, k jejichž roztoku se následně přidá chlór. Oxid osmičelý se oddělí od oxidu rutheničelého v roztoku hydroxidu sodného. Nakonec jsou všechny tyto kovy redukovány vodíkem, čímž se dosáhne řádově prvkové čistoty.